# Värmländska Akademien
Värmländska Akademien är en av Sveriges regionala akademier och konstituerades den 26 maj 2002.  Enligt sina stadgar skall akademin diskutera och upplysa om litteratur, konst, musik och humaniora med tonvikt på värmländsk kultur och historia samt att främja forskning inom dessa områden.
Antalet ledamöter skall vara mellan tolv och tjugofyra. Alla sittande ledamöter skall vara eniga om invalet av en ny ledamot. Även hedersledamöter och korresponderande ledamöter kan kallas. Möjlighet till utträde finns efter skriftlig anmälan.

## Ledamöter
För närvarande är följande personer ledamöter av Värmländska Akademien.
- Mats Berglund, spelman
- Carin Bergström, docent i historia
- Hans-Olof Boström, konsthistoriker
- Inge Bredin, prost, tidigare stiftskaplan
- Lars Burman, överbibliotekarie
- Carina Ekman, regissör/skådespelare
- Eva Fredriksson, bibliotekarie
- Håkan Hagegård, hovsångare (deltar ej i Akademiens arbete)
- Britt-Marie Insulander, fil. lic., folklivsforskare
- Inger Liliequist, tidigare riksantikvarie Preses
- Enel Melberg, författare
- Ulla Norrman, stiftelseordf.
- Peter Olausson (född 1956), fil.dr
- Bengt Sahlström, intendent
- Björn Sandborgh, tidigare länsråd, trubadur
- Torleif Styffe, lärare, poet
- Sofia Wadensjö Karén, chefredaktör
- Bo Vahlne, överintendent

Korresponderande ledamot: Elisabeth Boström, vokalchef Malmö opera
- Hederspreses: Lars Löfgren
- Hedersledamot: Ingemar Eliasson, f. riksmarskalk
- Hedersledamot: Prins Carl Philip, hertig av Värmland

## Skrifter
Akademin har hitintills givit ut sexton årsskrifter.

## Utmärkelser
Akademin delar årligen ut det så kallade Lagerlövet, som är döpt efter Apollons attribut.
- 2003 Knut Warmland
- 2004 Solveig Ternström
- 2005 Lars Lerin, konstnär och författare
- 2006 Lena Sewall
- 2007 Bengt Bratt, dramatiker
- 2008 Maj Bylock, författare och översättare
- 2009 Bengt Åkerblom, bibliotekarie
- 2010 Rigmor Gustafsson, jazzsångare
- 2011 Jörgen Zetterqvist
- 2012 Karin Björquist, keramiker
- 2013 Bengt Jonson
- 2014 Anita Andersson, kristen sångare
- 2015 Peter Eriksson, altviolinist
- 2016 Stina Hellqvist
- 2017 Bengt Berg
- 2018 Anita Stjernlöf-Lund[2]